# Державинская (станция метро)
«Держа́винская»(укр. Державинська,  (слушать)о файле) — проектируемая станция Харьковского метрополитена на Алексеевской линии. Будет расположена между станциями «Метростроителей» и «Одесская». Расположится недалеко от мясокомбината. Об открытии станции пока ничего неизвестно.

## Строительство
Планировалось сразу после завершения чемпионат Европы по футболу 2012 года, но было отложено до пуска станции «Победа».
Тендер на проведение строительных работ по подготовке территории прошёл в августе 2019 года, а начало самих работ было назначено на конец 2019 года. Однако, по состоянию на 16 декабря 2019 года данных о начале строительства нет. Сроки начала строительства сдвинуты были на конец 2021 года.
Строительство планировалось начать в начале 2022 года, а открытие самой станции планировалось до 2025 года, однако из-за российско-украинской войны планы пришлось отложить.

## Архитектура
Станция «Державинская» — мелкого заложения, колонного типа. Трасса к ней будет строиться наполовину открытым, а наполовину — закрытым способом. В связи с этим строительством в Коминтерновском районе подлежат сносу 23 частных домовладения. Особенностью станции «Державинская» станет то, что она будет иметь один вестибюль над центром платформы.— Газета «Вечерний Харьков», 05.02.1994
В 2017 году была опубликована визуализация интерьера станции.